# Corcuera

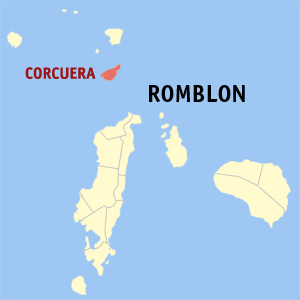
Bản đồ Romblon với vị trí của Corcuera

Corcuera là một đô thị hạng 5 ở tỉnh Romblon, Philippines. Theo điều tra dân số năm 2000, đô thị này có dân số 10.972 người trong 2.270 hộ.
Corcuera gồm toàn bộ đảo Simara. tiếng Asi là ngôn ngữ của dân ở đây.

## Hành chính
Corcuera được chia thành 15 barangay.
- Alegria
- Ambulong
- Colongcolong
- Gobon
- Guintiguiban
- Ilijan
- Labnig
- Mabini
- Mahaba
- Mangansag
- Poblacion
- San Agustin
- San Roque
- San Vicente
- Tacasan